# Evolutionaire psychologie
In de evolutionaire psychologie worden de psychologische aspecten van de menselijke geest en menselijk gedrag, vanuit het oogpunt van de evolutietheorie verklaard. Daarbij worden psychische functies als geheugen, aandacht, waarneming en taal, maar ook menselijke eigenschappen en gedragingen als empathie, altruïsme, partnerkeuze, leiderschap, en conflicten tussen groepen beschouwd vanuit het perspectief van de natuurlijke selectie.
Mensen kunnen bijvoorbeeld veel gezichten onthouden. Gezichtsherkenning biedt voordelen omdat het de mens in staat stelt te onthouden met wie men welke informatie heeft gedeeld, en met welke persoon men welke soort relatie heeft. Gedurende de menselijke evolutie werden de groepen steeds groter, en was het voor het individu dus voordelig om menselijke gezichten van elkaar te kunnen onderscheiden. Omdat gezichtsherkenning een selectievoordeel bood, is de aanname gerechtvaardigd dat het om een evolutionaire aanpassing (adaptatie) gaat. Daarnaast boden eigenschappen als een zekere mate van egoïsme en impulsiviteit, maar ook eigenschappen als empathie, behulpzaamheid en zelfbeheersing (mits op het juiste moment getoond) bepaalde selectievoordelen. Evolutionaire psychologen nemen aan dat sociale eigenschappen als empathie en behulpzaamheid ook adaptaties zijn.
De theorieën en inzichten van de evolutionaire psychologie worden gebruikt in uiteenlopende vakgebieden als de economie, management, recht, psychiatrie, en door literaire auteurs.

## Geschiedenis en theoretische grondslagen
De theorieën waarop de evolutionaire psychologie is gebaseerd zijn afgeleid van het werk van Charles Darwin, die een mechanisme ontdekte dat hij natuurlijke selectie noemde, waardoor bestaande soorten organismen zich van generatie op generatie ontwikkelden, en nieuwe soorten ontstonden. De evolutionaire psychologie gebruikt nieuwe inzichten omtrent de evolutietheorie die vanuit de evolutiebiologie worden aangeleverd.
Evolutionaire psychologen nemen aan dat natuurlijke selectie, behalve tot anatomische en fysiologische, ook tot psychische aanpassingen heeft geleid. Zoals aanpassingen in het algemeen, zijn psychische aanpassingen gespecialiseerd voor de omgeving waarin een soort evolueerde: de 'omgeving van evolutionaire aangepastheid' of EEA (environment of evolutionary adaptedness). Natuurlijke selectie zorgt ervoor dat organismen zich aanpassen aan hun natuurlijke omgeving. Seksuele (en sociale) selectie zorgt ervoor dat organismen zich aanpassen aan hun sociale omgeving, bij het vinden van een seksuele partner. Seksuele selectie geeft aanleiding tot sekseverschillen. Omdat vrouwen, bij de mens, en bij alle zoogdieren, een relatief grotere ouderlijke investering in hun nakroost doen dan mannen, zijn ze kieskeuriger dan mannen in de keuze van een seksuele partner. Deze voorspelling uit de evolutionaire psychologie is inmiddels vele malen aangetoond.
Een andere mijlpaal in het vakgebied van de evolutionaire psychologie was de inclusive fitness-theorie uit 1964, van William Donald Hamilton. Hamilton liet met een wiskundig model zien dat individuen de verspreiding van hun genen in de volgende generatie kunnen versterken door naaste verwanten (kin), met wie ze hun genen delen, te helpen overleven en zich voort te planten. Volgens de "regel van Hamilton", kon altruïsme zich zo ontwikkelen. Andere evolutionaire hypothesen, ter verklaring van altruïstisch gedrag, zijn: wederkerigheid, reputatie, straf, en (culturele) groepsselectie. Dergelijke hypothesen verklaren naast  de evolutie van een eigenschap als altruïsme, ook het ontstaan van eigenschappen als empathie, schuld, woede, en loyaliteit.
Een belangrijk concept in de evolutionaire psychologie is de EEA of environment of evolutionary adaptedness. Dit concept, geïntroduceerd door de Britse psychiater en psychoanalyticus John Bowlby (1907–1990), beschrijft de omgevingsfactoren waarin een bepaald gedrag evolutionair gezien tot stand is gekomen,  door middel van adaptaties, en onder druk van natuurlijke selectie. Aangezien bij mensen de omgeving vaak zo snel verandert dat de hersenen zich niet snel genoeg kunnen aanpassen, kan er sprake zijn van een mismatch, waarin adaptief gedrag vanuit de voorouderlijke omgeving niet langer voldoet in een moderne omgeving (bijvoorbeeld de angst voor slangen, spinnen, vreemdelingen).
Andere belangrijke theorieën die de evolutionaire psychologie gebruikt zijn: de levenslooptheorie (life history theory) van Erik Erikson, de theorie van ouderlijke investering (parental investment theory), de costly signaling-theorie van Amotz Zahavi, de indirecte reciprociteits (wederkerigheids)-theorie en de culturele groepsselectie-theorie.

## Uitgangspunten
De evolutionaire psychologie hanteert een aantal essentiële veronderstellingen:
1. Het menselijk brein is een informatieverwerkend orgaan, en stuurt gedrag aan in reactie op externe en interne prikkels.
2. De adaptieve mechanismen waaruit de hersenen bestaan zijn gevormd door natuurlijke selectie.
3. Verschillende neurale mechanismen zijn gespecialiseerd in het oplossen van verschillende problemen die zich voordeden in het evolutionaire verleden van de mens.
4. De menselijke psyche bestaat uit vele gespecialiseerde mechanismen, die elk gevoelig zijn voor verschillende typen informatie. Deze mechanismen brengen een bepaald soort gedrag voort dat in het algemeen regel adaptief is, dat wil zeggen dat het de overlevingskansen en het voortplantingssucces van het individu verhogen.

De evolutionaire psychologie is inmiddels gevestigd als wetenschappelijke stroming, en oefent een toenemende invloed uit binnen de psychologie zelf, zowel in de Verenigde Staten als in Europa. Evolutionaire psychologen beschouwen hun onderzoeksterrein niet zozeer als een subdiscipline binnen de psychologie, maar gaan ervan uit dat de evolutietheorie een fundamenteel, metatheoretisch kader kan bieden, dat de richtingen binnen de psychologie met elkaar integreert, en de psychologie vervolgens met de biologie en de antropologie. Binnen verwante vakgebieden als de biologische psychologie, sociale psychologie, antropologie en neurologie hebben principes, ontleend aan de evolutietheorie, gedurende de laatste 20 jaar een groter gewicht gekregen.
De ontwikkeling van de menselijke hersenen is een belangrijk aandachtsgebied van de evolutionaire psychologie. Zo kunnen functies als bewustzijn, taal, intelligentie en empathie in verband worden gebracht met de sterker ontwikkelde frontale kwabben, het groter hersenvolume, en de sterkere lateralisatie van de menselijke hersenen, vergeleken met de hersenen van andere zoogdieren. De groei van de neocortex in de menselijke evolutie, wordt toegeschreven aan de noodzaak om in steeds grotere groepen te leven. Belangrijke vertegenwoordigers van deze richting zijn Michael Corballis, Robin Dunbar en Steven Pinker.

## Methoden van onderzoek
Een evolutionair psycholoog neemt hedendaags gedrag waar en probeert vervolgens te verklaren hoe, en onder welke (omgevings)factoren dit gedrag zo heeft kunnen ontstaan (evolueren). Bijvoorbeeld: de psycholoog neemt waar dat mensen vreemdgaan. Vervolgens probeert hij te bedenken (en te onderzoeken) of vreemdgaan een evolutionair voordeel kan zijn geweest. Als vreemdgaan inderdaad gunstig is geweest voor de voortplantingskansen van het individu, dan zal er natuurlijke selectie zijn geweest op deze eigenschap. Dat kan dan de reden zijn waarom vreemdgaan nog steeds veel voorkomt.
Evolutionaire psychologen gebruiken diverse onderzoeksmethoden om hun voorspellingen te toetsen: gedragsexperimenten, cognitieve experimenten, neurowetenschappelijk onderzoek, vragenlijsten, onderzoek bij jager-verzamelaars, crosscultureel onderzoek, medisch onderzoek, archeologisch onderzoek, en computersimulaties.
Evolutionaire psychologen nemen aan dat gedragingen of eigenschappen die algemeen voorkomen in alle culturen kunnen worden verklaard als evolutionaire aanpassingen. Voorbeelden van mogelijk geëvolueerde eigenschappen zijn: emoties, het waarnemen van gezichten, empathie, onderscheid tussen verwanten en niet-verwanten, en samenwerken met anderen. Evolutionaire psychologen doen theoretische voorspellingen vanuit de evolutietheorie over diverse soorten menselijke eigenschappen en gedragingen zoals altruïsme, intelligentie, leiderschap, persoonlijkheid, voorkeur voor seksuele partners, perceptie van schoonheid, ouderlijke investering, voorspellingen die vaak uitkomen.